# Stephen Kingsley
Stephen Kingsley (ur. 23 lipca 1994 w Stirling) – szkocki piłkarz występujący na pozycji obrońcy w walijskim klubie Swansea City oraz w reprezentacji Szkocji. Wychowanek Falkirk, w swojej karierze grał także w takich zespołach jak Yeovil Town oraz Crewe Alexandra.